# 유강 (창성질후)
유강(劉江, ? ~ 기원전 4년)은 전한 말기의 제후로, 광천유왕의 현손이다.

## 행적
아버지 유응의 뒤를 이어 창성후(昌成侯)에 봉해졌다.
건평 3년(기원전 4년)에 죽으니 시호를 질이라 하였고, 후사를 두지 못하고 봉국이 폐지되었다.

## 출전
- 반고, 《한서》 권15하 왕자후표 下

| 선대 아버지 창성희후 유응 | 전한의 창성후 ? ~ 기원전 4년 | 후대 (봉국 폐지) |